# Дружество със специална инвестиционна цел
Дружеството със специална инвестиционна цел (най-често акционерно дружество - АДСИЦ) е дружество, което е регистрирано по правилата, предвидени в Закона за дружествата със специална инвестиционна цел.

## Характеристика
С помощта на АДСИЦ се осъществява т.нар секюритизация, т.е. превръщане на неликвидни материални или финансови активи в ценни книги.
Обикновено АДСИЦ консолидират финансови активи под формата на вземания на банки или други търговски дружества от техни клиенти, срещу които емитират акции и/или облигации, с които изкупуват вземанията от оригиналните им собственици.
По този начин финансовата институция, инициатор на секюритизационна сделка, заменя неликвидните активи, напр. ипотечни или потребителски заеми, в портфейла си срещу паричните постъпления от продажбата на акциите/облигациите на АДСИЦ на крайни инвеститори.
По този начин, от една страна, финансовата институция инициатор на сделката си осигурява свеж ресурс, който би могла да използва за ново увеличение на своя кредитен портфейл, а от друга крайните инвеститори влагат своите средства във високодоходни сектори, напр. недвижими имоти, като същевременно инвестират и в ценни книги, за които обикновено има развит вторичен пазар (т.е. са достатъчно ликвидни).

## Видове АДСИЦ
АДСИЦ се разграничават най-вече от гледна точка на активите, в които инвестират средствата на инвеститорите. По този критерий най-често се разграничават:
- АДСИЦ, инвестиращи в недвижими имоти (на английски: Real Estate Investment Trusts - REITs).
- АДСИЦ, инвестиращи в други финансови активи – потребителски заеми, кредитни карти, заеми за покупка на леки автомобили и т.н.

Преобладаващата част от дружествата със специална инвестиционна цел на българския пазар спадат към първия тип – инвестиращи в различни видове недвижими имоти, вкл. има дружества специализирани в инвестиции в земеделска земя, жилищни сгради, хотели и т.н.

## Пазар на АДСИЦ в България
Публичната търговия с АДСИЦ, инвестиращи в недвижими имоти започва през януари 2004 г., т.е. около половин година след обнародването на Закона за дружествата със специална инвестиционна цел.